# استانیسلاو باسورا
استانیسلاو باسورا (به اسپانیایی: Estanislao Basora) بازیکن فوتبال اهل اسپانیا بود که از سال ۱۹۴۹ تا ۱۹۵۷ میلادی عضو تیم ملی فوتبال اسپانیا بوده و در ۲۲ بازی ملی حضور داشته‌است. او در بازی‌های ملی‌اش ۱۳ گل به ثمر رساند.